# Sherman Antitrust Act
De Sherman Antitrust Act van 1890 (26 Stat. 209, 15 USC §§ 1-7) is een Amerikaanse antimonopoliewet die de regel van vrije concurrentie voorschrijft tussen degenen die in de handel actief zijn en die bijgevolg oneerlijke monopolies verbiedt. De wet werd aangenomen door het Amerikaans Congres en is vernoemd naar senator John Sherman, de belangrijkste auteur ervan.
De Sherman Antitrust Act verbiedt in grote lijnen 
1. concurrentiebeperkende overeenkomsten
2. eenzijdig gedrag dat een monopolie creëert of probeert te creëren.

De wet machtigt het Ministerie van Justitie om rechtszaken aan te spannen om gedrag dat in strijd is met de wet te verbieden. Daarnaast machtigt de wet particuliere partijen die schade hebben geleden door gedrag dat in strijd is met de wet, rechtszaken aan te spannen voor een schadevergoeding die drie keer zo hoog is als de overtreding hen heeft gekost. 
In de loop der tijd hebben de federale rechtbanken een wetgeving ontwikkeld op basis van de Sherman Act, die bepaalde vormen van concurrentieverstorend gedrag per definitie illegaal maakt. Voor andere vormen van gedrag wordt per geval een analyse gemaakt om te bepalen of het gedrag de handel op onredelijke wijze beperkt.
De wet probeert kunstmatige prijsverhogingen door beperkingen van de handel of het aanbod te voorkomen. Een "onschuldig monopolie", of een monopolie dat uitsluitend door verdienste is verkregen, is legaal, maar handelingen van een monopolist om die status kunstmatig te behouden, of duistere praktijken om een monopolie te creëren, zijn illegaal. 
Het doel van de Sherman Act is niet concurrenten te beschermen tegen schade door succesvolle bedrijven die de wet volgen, noch te voorkomen dat bedrijven eerlijke winsten maken, maar voldoende concurrentie in de markt te garanderen en zo consumenten te beschermen tegen misbruik.